# Jicchak Hakohen Katz
Jicchak ben Šimšon ha-Kohen Katz (hebrejsky יצחק בן שמשון הכהן כץ‎, 1550–1624, Praha) byl pražský rabín a dajan, předtím rabín ve Vídni a av bejt din v Mikulově. Byl komentátorem a znalcem Tóry, talmudu, halachy, midrašů i agady. Věnoval se nakladatelství, překladatalství a filantropii. Mimo jiné napsal komentář k pentateuchu v němčině, který také, zřejmě jako vůbec první, roku 1610 také celý přeložil do jidiš. Byl zetěm pražského Maharala (rabiho Löwa).

## Život
Pravděpodobně z důvodů osobní blízkosti se slavným rabínem Löwem se na sklonku 16. století stal jeho asistentem na pražském rabinátu. Působil i ve funkci obecního staršího a člena rabínského soudu. Rabiho Löwa zřejmě doprovázel coby pobočník i na slavnou audienci u císaře Rudolfa II. na Pražský hrad roku 1592.

### Rodina
Za svého života měl za manželky postupně dvě dcery Maharala, slavného rabína Löwa. Nejprve Leu, pátou Löwovu dceru, jež byla bezdětná. Po její smrti se Jicchak znovu oženil a vzal si její mladší sestru Feigl, Maharalovu šestou dceru. Byl tedy rabínovým „dvojnásobným“ zetěm.
S manželkou Feigl měli celkem pět dětí:
- rabína Chajima Kohena, av bejt din v Poznani.
- Naftali Kohena, rabína a av bejt din v Lublinu.
- Evu Kohenovou, manželku rabína Avrahama Šmu'ela Bacharacha ve Wormsu.
- rabína Šim'ona Löwa
- nejmladší dceru, Slávu Frankl-Mires.

Jicchak ben Šimšon zemřel 30. května 1624 ve věku 74 let v Praze. Je pochován na starém židovském hřbitově na Josefově, jeho tumba se nachází v severovýchodní části hřbitova, pár kroků od náhrobku Hendl Baševiové, manželky Jakuba Baševiho.